# Джейми Райди
Джейми Райди (на английски: Jamie Reidy) е американски сценарист, блогър на „Huffington Post“ и писател на бестселъри в жанра съвременен роман.

## Биография и творчество
Джейми Райди е роден на 31 март 1970 г. в Лос Анджелис, Калифорния, САЩ. През 1992 г. завършва университета „Нотр Дам“ с бакалавърска степен по английска филология и посещава два курса по творческо писане. След дипломирането си постъпва в армията и достига чин офицер. Напуска армията с отличие и в продължение на девет години е търговски представител на продуктите на фармацевтичните компании „Pfizer“ и „Eli Lilly“, класирайки се като продавач №1.
Първата му книга „Любовта е опиат“ е публикувана през 2005 г. и се основава на опита му по продажбите на „Виагра“. Романът става бестселър и го прави известен. През 2010 г. е екранизиран във филма „Любовта е опиат“ с участието на Джейк Джилънхол, Ан Хатауей и Джуди Гриър.
Джейми Райди живее в Манхатън Бийч, Калифорния.

## Произведения

### Самостоятелни романи
- Hard Sell: The Evolution of a Viagra Salesman (2005) – издаден и като „Love and other drugs“
Любовта е опиат, изд.: „Интенс“, София (2011), прев. Албена Черелова-Желева
- A Walk's As Good As A Hit (2013)

### Документалистика
- Bachelor 101: Cooking + Cleaning = Closing (2009)
- Need One!: A Lunatic's Attempt to Attend 365 Games in 365 Days (2017)

### Екранизации
- 2010 Любовта е опиат, Love & Other Drugs